# 野崎賢治
野崎賢治（のざき けんじ）は元広島ホームテレビアナウンサー・社員。

## 人物
1978年、広島ホームテレビにアナウンサーとして入社。スポーツアナウンサーを経て、報道部に移籍。『ステーションEYE』広島パートの司会兼ニュースデスクを担当。
その後制作部に移り、プロデューサーとして風見しんご司会の『ひょっこり評判テレビ』の企画に携わり、その後2000年に『げっきんLIVE』の総合司会を担当しブラウン管に復帰した。終了後は報道局長、編成局長、総務局専任局長を務めた。
退職後、FM東広島で『野崎賢治の思い出エッセー』のパーソナリティーを務める。